# RBM5
RBM5‏ (RNA binding motif protein 5) هوَ بروتين يُشَفر بواسطة جين RBM5 في الإنسان.